# GPCR
Рецепторы, сопряжённые с G-белком, (англ. G-protein-coupled receptors, GPCRs), также известные как семиспиральные рецепторы или серпантинные рецепторы, составляют большое семейство трансмембранных рецепторов. GPCR выполняют функцию активаторов внутриклеточных путей передачи сигнала, приводящими в итоге к клеточному ответу. Рецепторы этого семейства обнаружены только в клетках эукариот: у дрожжей, растений, хоанофлагеллят и животных. Эндогенные лиганды-агонисты, которые связываются и активируют эти рецепторы, включают гормоны, нейромедиаторы, светочувствительные вещества, пахучие вещества, феромоны и варьируются в своих размерах от небольших молекул и пептидов до белков. Нарушение работы GPCR приводит к возникновению множества различных заболеваний, а сами рецепторы являются мишенью до 40 % выпускаемых лекарств. Точный размер надсемейства GPCR не известен, но почти 800 различных человеческих генов (или около 4 % от всего кодирующего белок генома) были предсказаны из анализа последовательности генома. Несмотря на многочисленные схемы, было предложено разделить надсемейство на три основных класса (a, b и c).

## Классификация
Семейство GPCR подразделяют на 6 классов на основании гомологии их аминокислотных последовательностей и функционального сходства:
- Класс A (или 1) (Родопсиноподобные рецепторы)
- Класс B (или 2) (Рецепторы секретинового семейства)
- Класс C (или 3) (Метаботропные глутаматные рецепторы)
- Класс D (или 4) (Рецепторы феромонов спаривания грибков)
- Класс E (или 5) (Рецепторы цАМФ)
- Класс F (или 6) (Frizzled/Smoothened)

Класс A является на сегодняшний день самым большим, поэтому далее поделён на 19 подклассов (A1-A19). По предположениям более половины рецепторов из данного класса кодируют обонятельные рецепторы, тогда как остальные 15 % — кодируют рецепторы эндогенных соединений. Кроме того, недавно была предложена альтернативная система классификации (GRAFS).
Человеческий геном кодирует порядка 350 рецепторов, связанных с G-белками, которые связывают гормоны, факторы роста и другие эндогенные лиганды. Функция около 150 рецепторов, обнаруженных в геноме человека, остаётся невыясненной.

## Физиологическая роль
Рецепторы, связанные с G-белками вовлечены в широкий круг физиологических процессов. Вот некоторые примеры:
1. зрение: опсины используют реакцию фотоизомеризации для превращения электромагнитного излучения в клеточные сигналы. Родопсин, например, использует превращение 11-цис-ретиналя в полностью-транс-ретиналь для этой цели;
2. обоняние: рецепторы обонятельного эпителия связывают пахучие вещества (обонятельные рецепторы) и феромоны (вомероназальные рецепторы);
3. регуляция поведения и настроения: рецепторы в мозге млекопитающих связывают несколько различных нейромедиаторов, включая серотонин, дофамин, гамма-аминомасляную кислоту (ГАМК) и глутамат;
4. регуляция активности иммунной системы и воспаления: хемокиновые рецепторы связывают лиганды, которые осуществляют межклеточную коммуникацию в иммунной системе; рецепторы, такие как гистаминовый рецептор, связывают медиаторы воспаления и вовлекают определённые типы клеток в воспалительный процесс;
5. функционирование вегетативной нервной системы: как симпатическая, так и парасимпатическая нервная система регулируются посредством рецепторов, связанных с G-белками, ответственных за многие автоматические функции организма, такие как поддержание кровяного давления, частоты сердечных сокращений и пищеварительных процессов.

## Структура рецептора

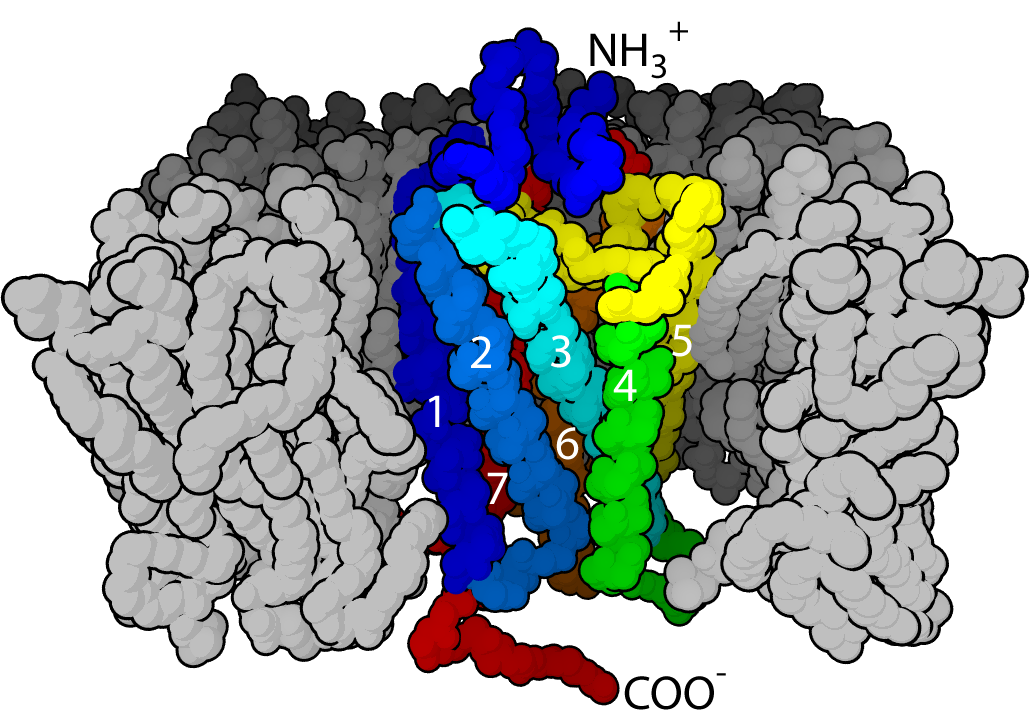
Рецепторы, сопряжённые с G-белками, имеют семь α-спиралей, пронизывающих мембрану

Семейство рецепторов, связанных с G-белками — это семейство интегральных мембранных белков, которые содержат семь доменов, пронизывающих мембрану (трансмембранных спиралей). Внеклеточная часть состоит из петель, в которых среди прочих остатков содержатся два высококонсервативных остатка цистеина, образующих дисульфидную связь, что стабилизирует структуру рецептора.
Ранние структурные модели GPCR были основаны на их некоторой схожести с бактериородопсином, для которого структура была определена как методом электронной дифракции (PDB 2BRD, 1AT9), так и рентгеноструктурным анализом (1AP9). В 2000 году была получена структура первого GPCR млекопитающих — бычьего родопсина (1F88). Оказалось, что хотя основная черта — семь трансмембранных спиралей — сохранена, относительное их расположение заметно отличается от такового в бактериородопсине. В 2007 году впервые была получена структура GPCR человека — β2-адренэргического рецептора (2R4R, 2R4S) (2RH1). Структура этого рецептора оказалась весьма сходной со структурой зрительного родопсина быка по взаимному расположению спиралей. Однако конформация второй внеклеточной петли в этих структурах различается коренным образом. А поскольку эта петля является «крышкой», закрывающей сверху сайт связывания лиганда, то различия в её конформации подчёркивают трудности построения моделей рецепторов, связанных с G-белками, основываясь лишь на структуре зрительного родопсина.
В 2008 году была получена структура опсина, очищенного от родопсина, с разрешением 2,5 ангстрема.

## Механизм
Рецепторы, сопряжённые с G-белком, активируются внешним сигналом в виде лиганда. Это создаёт конформационные изменения в рецепторе, вызывающие активацию G-белка. Дальнейший эффект зависит от типа G-белка.

### Связывание лиганда

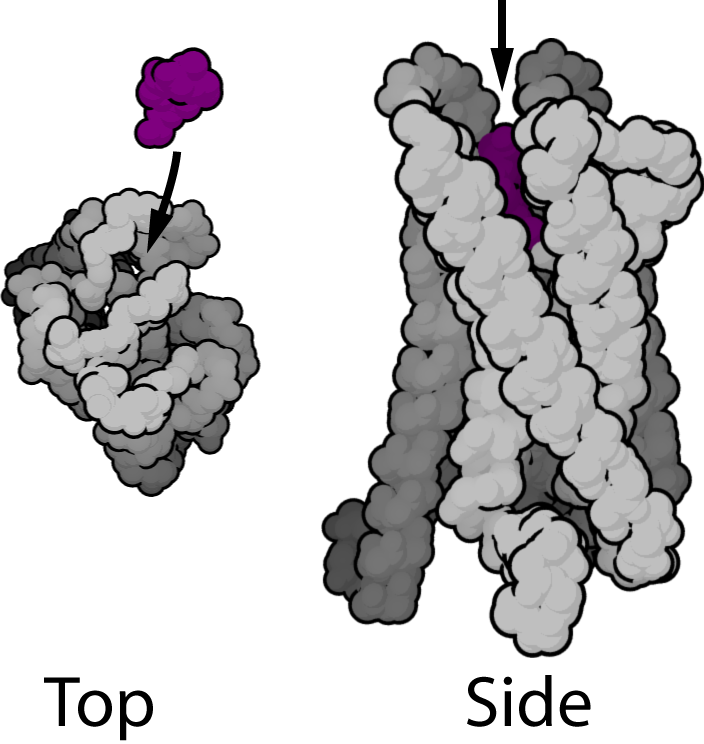
μ-Опиоидный рецептор со своим агонистом

Семейство GPCR включает рецепторы органов чувств (реагирующие, например, на свет или молекулы пахучих веществ); аденозина, бомбезина, брадикинина, эндотелина, γ-аминомасляной кислоты (ГАМК), фактора роста гепатоцитов, меланокортинов, нейропептида Y, опиоидных пептидов, опсинов, соматостатина, тахикининов и вазопрессина; биогенных аминов (например, дофамина, адреналина, норадреналина, гистамина, глутамата, глюкагона, ацетилхолина и серотонина); хемокинов; липидных медиаторов воспаления (напр., простагландинов, тромбоксанов, простациклинов, фактора активации лейкоцитов и лейкотриенов); и пептидных гормонов (напр., кальцитонина, C5a анафилотоксина, фолликулостимулирующего гормона (ФСГ), гонадолиберина, нейрокинина, тиролиберина и окситоцина). Существует также GPCR, лиганды и стимулы для которых ещё не определены, их называют рецепторами-сиротами, или орфановыми рецепторами (orphan receptors).
В то время как в других типах изученных рецепторов лиганды связываются на внешней стороне мембраны, лиганды GPCR обычно связываются в трансмембранном домене.

### Конформационные изменения
Передача сигнала рецептором через мембрану во всех деталях ещё не понята. Известно, что неактивный G-белок связан с рецептором в его неактивном состоянии. Как только лиганд распознан, рецептор меняет конформацию и таким образом механически активирует G-белок, который отсоединяется от рецептора. Теперь рецептор может или активировать следующий G-белок, или переключиться обратно в своё неактивное состояние. Хотя это и слишком упрощённые представления, они достаточны для описания основных событий.
Считается, что молекула рецептора существует в конформационном равновесии между активным и неактивным состояниями. Связывание лиганда может сдвинуть равновесие в сторону активного состояния. Существуют три типа лигандов: агонисты смещают это равновесие в сторону активного состояния; обратные агонисты — в сторону неактивного состояния; и нейтральные антагонисты не влияют на равновесие. Однако в настоящее время ещё точно не известно, чем же активное и неактивное состояние отличаются друг от друга.

### Активация G-белка
Если рецептор в активном состоянии встречается с G-белком, то может активировать его. Активированные G-белки связаны с ГТФ.
Дальнейшая передача сигнала зависит от типа G-белка. Фермент аденилатциклаза является одним из клеточных белков, которые могут регулироваться G-белком, а именно, его активированной субъединицей Gs. Активация аденилатциклазы начинается, когда та связывается с субъединицей активированного G-белка, а заканчивается, когда G-белок гидролизует ГТФ и возвращается в ГДФ-связанное состояние, при котором все его субъединицы соединены в единую молекулу с четвертичной структурой.

## Регуляция
Рецепторы, связанные с G-белками теряют чувствительность после длительной экспозиции со своими лигандами. Различают две формы потери чувствительности (десенситизации): 1) гомологичную, при которой сокращается число активированных рецепторов; и 2) гетерологическую, при которой активированный рецептор вызывает сокращение числа рецепторов других типов. Ключевой реакцией подобного сокращения числа рецепторов является фосфорилирование внутриклеточного (или, что то же, цитоплазматического) домена рецептора протеинкиназами.

### Фосфорилирование цАМФ-зависимыми протеинкиназами
цАМФ-зависимые киназы (протеинкиназа А) активируются цепью сигналов с G-белка (который был активирован рецептором) посредством аденилатциклазы и цАМФ. По механизму обратной связи эти активированные киназы фосфорилируют рецептор. Чем дольше рецептор остаётся активным, тем больше киназ активируется, тем больше рецепторов фосфорилируется.

### Фосфорилирование GRK-киназами
Киназы рецепторов, связанных с G-белками (GRK-киназы) — это протеинкиназы, фосфорилирующие лишь активные рецепторы, связанные с G-белками.
Фосфорилирование рецептора может иметь такие последствия:
1. Транслокация: Рецептор, заодно с частью окружающей его мембраны, захватывается внутрь клетки, где дефосфорилируется при кислых значениях внутри везикул среды[19] и возвращается обратно. Этот механизм используется для регуляции при долговременном воздействии, например, гормонов, позволяя возвращение чувствительности (ресенситизацию) после её потери. Иначе, рецептор может претерпеть лизосомальное расщепление или остаться интернализованным, участвуя, как предполагается, в инициации сигналов, природа которых зависит от внутриклеточного расположения интернализованной везикулы[20].
2. Связывание аррестина: Фосфорилированный рецептор может связаться с молекулами аррестина, которые не допустят его связывания с G-белками (и активации их), эффективно выключая рецептор на короткое время. Этот механизм используется, например, в родопсине клеток сетчатки для компенсации воздействия яркого света.

## Олигомеризация рецепторов
Считается общепринятым, что рецепторы, связанные с G-белками могут образовывать гомо- и/или гетеродимеры, а возможно и более сложные олигомерные структуры. Исследования олигомеризации GPCR активно ведутся в настоящее время.

## Растения
Рецептором, связанным с G-белками для фитогормона (абсцизовой кислоты) является GCR2, который был выявлен в Arabidopsis thaliana. Другим вероятным рецептором является GCR1, но лиганд для него ещё не обнаружен.